# Nankinška cesta
Cesta Nanking (kitajsko: 南京路; pinjin: Nánjīng Lù; šanghajsko: Noecin Lu) je cesta v Šanghaju, katere vzhodni del je glavno nakupovalno okrožje Šanghaja. Je ena najbolj prometnih nakupovalnih ulic na svetu, skupaj s Peto avenijo, Oxford Street, Orchard Road, Takeshita Street in Champs-Élysées. Ulica je poimenovana po Nankingu, glavnem mestu province Džjangsu in nekdanji prestolnici Republike Kitajske. Današnja Nanking Road je sestavljena iz dveh odsekov, Nanking Road East[2] in Nanking Road West. and Nanjing Road West.
V nekaterih kontekstih se cesta Nanjing nanaša le na tisto, kar je bila pred letom 1945 cesta Nanking, takrat prevedena kot Nanking Road. Nekdanja Nanking Road je v celoti ležala znotraj mednarodnega naselja Šanghaj. Današnja Nanking Road West je bila prej Bubbling Well Road, cesta zunaj naselja, ki so jo zgradili koncesionarji zunaj samega koncesijskega območja. Cesti sta se srečali na severnem robu šanghajskega dirkališča.

## Lokacija
Cesta Nanking poteka v središču mesta in v smeri zahod-vzhod. Njen vzhodni del je v okrožju Huangpu in se razteza od Bunda proti zahodu do Ljudskega trga. Zahodni del se začne na Ljudskem trgu in se nadaljuje proti zahodu proti okrožju Džingan.

## Zgodovina
Zgodovina ceste Nanking sega v leto 1845. Takrat se je imenovala Park Lane in se je raztezala od Bunda do ceste Henan. Leta 1854 je bila podaljšana do ceste Džedžjang, osem let pozneje pa še enkrat do ceste Šidzang. Leta 1862 jo je občinski svet, ki je upravljal Mednarodno naselje, uradno poimenoval Nanking Road. V kitajščini se je običajno imenovala Glavna cesta (大马路). Okoli leta 1930 je bila živahna ulica z vsaj eno prijavljeno igralnico (verjetno na št. 181). Leta 1943 je bilo Mednarodno naselje razveljavljeno, po drugi svetovni vojni pa je vlada spremenila ime iz Nanking Road v East Nanking Road, medtem ko je nekdanjo Bubbling Well Road preimenovala tudi v West Nanking Road, splošno ime obeh cest pa je postalo Nanking Road, ki je obsegala skupno dolžino pet kilometrov.
Na začetku 20. stoletja je bilo ob ulici zgrajenih osem velikih veleblagovnic. Takrat je bila zgrajena tudi vrsta franšiznih trgovin.
14. avgusta 1937 je kitajsko vojaško letalo, ki je poskušalo bombardirati japonsko ladjo Izumo, zgrešilo cilj in odvrglo štiri bombe na gneče bližnje ulice, od katerih sta dve pristali na Nanking Road. V štirih bombah je bilo skupaj ubitih približno 2000 ljudi.
Leta 2000 je bila cesta Nanking v okviru razvojnega načrta lokalne vlade prenovljena v značilno pešpoti. Širina je približno 28 metrov, skupna dolžina pa 1200 metrov, razteza pa se od ceste Srednji Henan do ceste Srednji Šizang.
Leta 2007 sta se vladi okrožja DŽingan in okrožja Huangpu dogovorili, da bosta uskladili svojo politiko za izboljšanje razvoja ceste Nanking z ustanovitvijo edinstvenega odbora. Ta sporazum je sledil zahtevi odbora Champs-Elysées v okviru sporazuma o prijateljstvu med obema znamenitima ulicama.
V letih 2019–2020 je bil odsek med cesto Srednji Henan in Bundom (cesta Vzhod-1 Džongšan) preurejen v območje samo za pešce, s čimer se je pešpoti podaljšali proti vzhodu do Bunda.
- Cesta Nanjing po kitajski revoluciji leta 1911, polna zastav petih ras pod eno zvezo, ki so jih takrat uporabljali revolucionarji
- Cesta Nanjing leta 1967 med kulturno revolucijo
- Cesta Nanjing med 20. obletnico Ljudske republike Kitajske (1969)
- Cesta Nanjing ponoči
- Šanghajska modna trgovina

## Opis
Cesta Nanking je najdaljše nakupovalno okrožje na svetu, dolgo približno 5,5 km, in dnevno privabi več kot milijon obiskovalcev.

### Nanjing Road East (南京东路)
Vzhodna cesta Nanking je namensko trgovsko območje. Na njenem vzhodnem koncu je osrednji del Bunda, kjer je hotel Peace. Takoj zahodno od območja Bund je bilo tradicionalno središče restavracij in kavarn v evropskem slogu, čeprav so v zadnjih letih postale manj značilne, saj se je demografija obiskovalcev Nanking Road premaknila od premožnih lokalnih prebivalcev k obiskovalcem z vse države. V bližini je Centralna tržnica, stoletna tržnica na prostem, ki je danes specializirana za elektronske komponente in digitalne medije. Zahodno od nje je pešpot Nanking Road. Tu je večina najstarejših in največjih veleblagovnic v Šanghaju, pa tudi različne domače trgovine na drobno in nekaj tradicionalnih restavracij z dolgo zgodovino. Z vidika zgodovinskega razvoja ceste Nanking East Road sta bila začetek in prenova te ceste posledica prizadevanj za trgovino in podobo. Komercializacija ceste Nanjing East Road ima tako promocijski kot omejevalni učinek.

### Zahodna cesta Nanjing (南京西路）)
Pešcona in vzhodna cesta Nanking se končata pri Ljudskem parku, nekdanjem dirkališču v Šanghaju. Nasproti parka so nekateri prestižni zgodovinski hoteli v Šanghaju, vključno s hotelom Park. Tu se začne cesta West Nanking, ki ponuja številne prestižne nakupovalne centre, vključno s Plaza 66, nakupovalnim centrom Džing An Kerry in HKRI Taikoo Hui, poslovne stavbe, kot je center Tian An, razstavni center v Šanghaju in trgovine. Na tem območju je bilo prej tudi več velikih dvorcev in posesti, od katerih je večina danes porušenih ali v uporabi vlade.
Cesta West Nanking, v bližini templja Džingan, je bila zgrajena leta 1860 kot cesta Bubbling Well (靜安寺路), cesta zunaj naselja zunaj koncesijskega območja. Nekoč je bila eno najpomembnejših stanovanjskih območij v Šanghaju, vendar je bila v zadnjih desetih letih priča nenehnemu razvoju. To območje Danes gosti več petzvezdičnih hotelov, luksuznih nakupovalnih središč, restavracij in vrhunskih poslovnih stavb. Območje je pred kratkim pridobilo na koristih zaradi izgradnje linije podzemne železnice 7, ki se na postaji Džingan Temple povezuje z linijo 2. Številni butiki luksuznega blaga, modnih in športnih znamk se nahajajo na cesti West Nanking Road.
Decembra 2017 je Starbucks v HKRI Taikoo Hui na cesti Nanking West odprl 2800 m2 veliko pražarno Starbucks Reserve Roastery, največjo poslovalnico Starbucks na svetu. Ima lastno pražarno in ponudbo, specifično za Šanghaj, vključno z Starbucks Nitro Cold Brew in alkoholnimi pijačami.

## Dogodki
Turisti in gostje pogosto praznujejo različne praznike na cesti Nanking, kot so kitajsko novo leto, silvestrovo, božič in velika noč. Nekateri deli stavb in nakupovalnih središč, ki jih vidimo pred cesto Nanking, lahko gostijo ognjemet.